# Пріті Пател
Пріті Пател (англ. Priti Patel; нар. 29 березня 1972, Лондон, Англія) — британська політик-консерватор індійського походження. Міністр внутрішніх справ Великої Британії з 2019 до 2022 року. Державний міністр з міжнародного розвитку з 2016 до 2017 року. Державний міністр зайнятості з 2015 до 2016 року, Секретар казначейства з липня 2014 по травень 2015.
Вивчала економіку у Кілському університеті, а потім закінчила аспірантуру в Університеті Ессекса. Пател працювала у галузі зв'язку і була директором з корпоративних комунікацій Weber Shandwick.
Пател приєдналася до Консервативної партії під час прем'єрства Джона Мейджора, була обрана членом парламенту від округу Вітам у травні 2010 року.
Одружена, має сина.